# Adalbert Gyrowetz
Adalbert Gyrowetz, także Vojtěch Jírovec (ur. 20 lutego 1763 w Czeskich Budziejowicach, zm. 19 marca 1850 w Wiedniu) – czeski kompozytor, skrzypek i organista.

## Życiorys
Urodzony 20 lutego 1763 r., w Czeskich Budziejowicach jako Vojtěch Matyáš Jírovec. Jego ojciec był chórmistrzem w katedrze w Czeskich Budziejowicach. W tym samym mieście Gyrowetz uzyskał podstawowe wykształcenie muzyczne i dał pierwsze występy jako skrzypek, z czasem uzyskując posadę organisty. Po ukończeniu gimnazjum pijarskiego w rodzinnym mieście wyjechał do Pragi na studia prawnicze. Studiów nie ukończył z powodu braku pieniędzy, ale uzyskał dość wiedzy, by móc obracać się w kręgach arystokratycznych i w efekcie uzyskać posadę sekretarza, a potem doradcy dyplomatycznego na służbie u różnych arystokratów. Ponadto mówił płynnie po francusku, angielsku, włosku i łacinie.
Pierwsze kompozycje dedykował swojemu ówczesnemu patronowi Franzowi von Funfkirchenowi. Kształcił się w Wiedniu i Neapolu, a następnie pracował w Paryżu, Londynie i Wiedniu. W czasie pierwszego pobytu w Wiedniu (1785–1786) zaprzyjaźnił się z Wolfgangiem Mozartem, który był dyrygentem podczas wykonania jednej z jego symfonii. Podczas pobytu w przedrewolucyjnym Paryżu zdołał udowodnić swoje autorstwo wobec kwartetów, które opublikowano pod nazwiskiem Josepha Haydna. Od 1789 r. przez cztery lata mieszkał w Londynie, utrzymując bliski kontakt z Haydnem, a w połowie lat 1790. osiadł w Wiedniu, gdzie w latach 1804–1831 był kapelmistrzem teatru dworskiego. Był jednym z pierwszych sympatyków twórczości Ludwiga van Beethovena.
Autor ok. 40 symfonii zbliżonych stylistycznie do Haydna, uwertur, koncertów, ok. 30 oper (m.in. Il finto Stanislao, 1818 i Hans Sachs im vorgerückten Alter, 1834), 28 baletów, ok. 100 pieśni, 42 kwartetów smyczkowych, 46 trio fortepianowych, 11 mszy, 2 koncertów fortepianowych. Il finto Stanislao to opera buffa do libretta Felice Romaniego, które Giuseppe Verdi wykorzystał do swojej opery Dzień panowania (1840). Jego Koncert fortepianowy g-moll grał 24 lutego 1818 r. 8-letni Fryderyk Chopin na swoim pierwszym występie publicznym w Warszawie.
Uważał się za Niemca i posługiwał się niemiecką wersją imienia i nazwiska – Adalbert Gyrowetz.
W 1831 r. przeszedł na emeryturę. Przedstawiciel stylu klasycystycznego, który już pod koniec jego kariery tracił na popularności. Z tego powodu po przejściu na emeryturę popadł w zapomnienie. W 1848 r. opublikował swoją autobiografię. Zmarł 19 marca 1850 r. w Wiedniu.